# Подруги президента
«Подруги президента» (англ. Dick) — американська сатирична комедія 1999 року Ендрю Флемінга.

## Сюжет
15-річні школярки Бетсі Джобс та Арлін Лоренцо випадково стають свідками проникнення до приміщення Демократичної партії та затримання грабіжників. Наступного дня їх шкільний клас відвідує Білий дім. Вони бачать одного з чоловіків, яких зустріли тієї ночі, — Боба Голдемана. Голдеман втрачає список імен та сум грошей, які дівчата беруть як сувенір.
Дівчата стають свідками, як Річард Ніксон скаржиться, що його собака не шанує його. Собака грає з дівчатами, і Ніксон обирає їх офіційними вигульниками собак. Коли він дізнається від Голдемана, що вони можуть щось знати про невдалу крадіжку зі зломом, він призначає їх таємними радниками у справах молоді. У цій якості вони повинні зберігати у секреті всі справи Білого дому.
Дівчата діляться своїми враженнями від знайомства з Ніксоном з рідними, у що ніхто не вірить. Вони готують для Ніксона печиво Hello Dolly з горіхами, змішаними з дивним зеленим листям, яке виявилося наркотиком брата Бетсі Ларрі. Печиво підняло Ніксону настрій. Лоренцо закохується у Ніксона. Вона розкриває своє кохання на магнітофон для запису розмов у кабінеті Ніксона. Вона йде перевірити запис і чує, як Ніксон грубо поводиться зі своїм собакою. Розлючені лицемірством президента, дівчата вступають з ним в суперечку. Вони дзвонять Бернштейну та 
Вудворду, яким розповідають про знайдений раніше список. Ніксон йде у відставку. Коли він та його дружина вирушають на гелікоптері в останній день служби, Ніксон бачить Бетсі та Арлін на даху одного з будинків. Вони вдягнуті у костюми, зшиті з американського прапора, і тримають образливий для Ніксона транспарант.

## В ролях
| Актор          | Роль                                                    |
| -------------- | ------------------------------------------------------- |
| Кірстен Данст  | Бетсі Джобс                                             |
| Мішель Вільямс | Арлін Лоренцо                                           |
| Ден Гедая      | президент США Річард Ніксон                             |
| Вілл Феррелл   | Карл Бернштейн                                          |
| Брюс Маккалоу  | Боб Вудворд                                             |
| Сол Рубінек    | Державний секретар США Генрі Кіссінджер                 |
| Тері Гарр      | Гелен Лоренцо                                           |
| Дейв Фолі      | Голова адміністрації Білого дому Гаррі Роббінс Голдеман |
| Гаррі Ширер    | Дж. Гордон Лідді                                        |
| Тед Макгінлі   | Родерік                                                 |
| Ана Ґастеєр    | Роуз Мері Вудс                                          |
| Раян Рейнольдс | Чіп                                                     |

## Критика
Rotten Tomatoes дав оцінку 72 % на основі 74 відгуків від критиків і 53 % від більш ніж 25000 глядачів.
Стрічка отримала номінацію на премію «Супутник», а виконавці Мішель Вільямс — на премію «Молодий актор» і Кірстен Данст — на премію «YoungStar Award».